# Now I'm Here
Now I'm Here is een nummer van de Britse rockband Queen en is geschreven door gitarist Brian May toen hij in het ziekenhuis lag. Het nummer staat bekend om zijn gitaarriff en is een favoriet nummer bij optredens.

## Trivia
- De tekst "Down in the city just Hoople and me" is een verwijzing naar de tijd dat Queen optrad als voorprogramma van Mott the Hoople.

- Tegen het einde is de tekst "Go, go, go, little queenie" te horen, een verwijzing naar het nummer "Little Queenie" van Chuck Berry.

- Tijdens sommige concerten werd met een dubbelganger en lichteffecten de illusie gecreëerd dat Freddie Mercury aan één kant van het podium verdween en aan de andere kant weer tevoorschijn kwam. Dit kwam overeen met de tekst "Now I'm here, Now I'm there".

## Hitnotering
| Now I'm Here in de Nationale Hitparade - binnen: 22-03-1975 | Now I'm Here in de Nationale Hitparade - binnen: 22-03-1975 | Now I'm Here in de Nationale Hitparade - binnen: 22-03-1975 | Now I'm Here in de Nationale Hitparade - binnen: 22-03-1975 | Now I'm Here in de Nationale Hitparade - binnen: 22-03-1975 |
| Week                                                        | 1                                                           | 2                                                           | 3                                                           |                                                             |
| ----------------------------------------------------------- | ----------------------------------------------------------- | ----------------------------------------------------------- | ----------------------------------------------------------- | ----------------------------------------------------------- |
| Nummer                                                      | 29                                                          | 29                                                          | 30                                                          | uit                                                         |